# Hala Madrid
Hala Madrid je španjolski sportski list koji je u vlasništvu i kojeg izdaje nogometni klub Real iz Madrida još od 1990. godine. List izlazi svako mjesec dana i na španjolskom je jeziku. Dobivaju ga Madridiste tj. članovi kluba. Veliki doprinos listu donose trener Carlo Ancelotti i specijalizirani novinari iz ostalih medija koji u listu imaju svoje kolumne. U magazinu se mogu naći sve reportaže s Realovih utakmica u proteklom mjesecu kao informacije i reportaže o mlađim pogonima Reala, Castilli i Juvenilu. Često se u listu donose intervjui sa sadašnjim i bivšim nogometašima, trernerima i bivšom te sadašnjom upravoim kluba. U listu piše i o povijesti kluba, a list je usko vezan s Realovom televizijom. Oboje su smješteni u Realovom kompleksu Ciudadu, List je dobio naziv po himni Reala.

## Vanjske poveznice
- Službene stranice